# Гипотеза социального обеспечения по старости
Гипотеза социального обеспечения по старости (англ. The old-age-security hypothesis) — экономическая гипотеза, согласно которой спрос на детей рассматривается как потребность в обеспечении старости.

## Характеристика
В рамках этой гипотезы повышение рентабельности альтернативных активов или введение всеобщей государственной системы пенсионного обеспечения уменьшает спрос на детей. Поэтому, согласно этой гипотезе, наличие государственной системы пенсионного обеспечения снижает общую рождаемость и препятствует инвестициям в человеческий капитал детей, что приводит в перспективе к уменьшению численности трудоспособного населения и влияет на их общий рост доходов. Напротив, отсутствие альтернативных активов или государственного пенсионного обеспечения делает необходимым наличие детей.
Данная гипотеза исходит из двух базовых предположений: люди контролируют количество рождённых детей и люди в своих поступках руководствуются эгоистическими мотивами (то есть исходя только из своего собственного потребления в течение жизни). Согласно этой гипотезе, платежи от детей на содержание их пожилым родителям рассматриваются как возврат займов, которые родители потратили на обеспечение своих детей в детстве.
Альтернативными гипотезами, объясняющими уровень рождаемости, являются межпоколенческий альтруизм и иные гипотезы, связанные с рынком труда.

## История изучения
Самое раннее упоминание об обратной зависимости уровня рождаемости от уровня пенсионного обеспечения населения встречается у Харви Лейбенстайна в 1957 году. Мнение о снижении рождаемости как следствии введения пенсионной системы высказывали Van Groezen, Leers и Meijdam в 2003, Sinn в 2007, Cigno и Werding в 2007, Ehrlich и Kim в 2007, Van Groezen и Meijdam в 2008, Gahvari в 2009, Cigno в 2010, Fenge и von Weizsäcker
в 2010, Regös в 2014, Boldrin, De Nardi и Jones в 2015 году. Guinnane в 2011 году на основании эмпирических данных о снижении рождаемости в историческое время рассмотрел введение социальной защиты как одну из причини первого демографического перехода. Рассмотрением этой гипотезы на уровне конкретных стран и отдельных пенсионных систем занимались Cigno и Rosati в 1992, Cigno в 2003, Billari и Galasso в 2009 году. Cigno и Werding в 2007 году дали обзор работ по связи пенсий и рождаемости в современном периоде. Согласно этим исследованиям меньший размер пенсионного обеспечения приводит к более высокому уровню рождаемости.
В своей работе Фенге и Шойбель называли Харви Лейбенстайна как одного из первых ученых, заметившего отрицательную связь пенсий и рождаемости, еще в 1957.
Действительно, в своей работе Экономическая отсталость и экономический рост, изданной в 1957, автор отмечает, что ценность детей для социального обеспечения родителей будет снижаться по мере увеличения доходов этих родителей (куда, он отнес и пенсии («новые системы страхования по старости»), наряду с урбанизацией, повышающей доходы, и более длинными сроками обучения) снижаться «до ценности потребительского товара».

«Урбанизация как спутник роста доходов, более поздний возраст окончания школы, новые системы страхования по старости, распространение и использование различных видов страхования постепенно сводят полезность ребенка исключительно к потребительскому товару.»

Борисов В.А в своей книге 1976 года «Перспективы рождаемости» в числе причин снижения рождаемости называет также и системы социального страхования, то есть пенсии, которые уменьшают зависимость стариков от их детей и делает детей «ненужными» для поддержки людей на старости лет.
Барбара Энтвайл (Entwisle B.D.) в 1981 году опубликовала диссертацию по связи пенсий и рождаемости.
Защищена в 1980, были доступны данные из 146 стран, из них 120 были настолько полными, что умещались в шаблон для вычисления по крайней мере на один момент времени. Использована статистика за 1960, 1965 и 1970-й годы.
Выводы: пенсии очень хорошо снижают рождаемость, образование же может играть вспомогательную роль (например, для разъяснения методов контрацепции), и в развивающихся странах, в развитых же влияние образования на рождаемость не заметно.
Вначале, отмечает Барбара, пенсии оказывают большее влияние на рождаемость развивающих стран, чем развитых, но потом эффект выравнивается.
Барбара приводит внушительный список своих предшественников: МакГриви и Бердсол (1974), Исследовательский Институт Треугольника (1971), а также Керк (1971), Касард (1971), Адельман (1963), Фридландер и Сильвер (1967), и Бивер (1975), Яновиц (1971), Эканем, 1972 Хольм (1975), Келли, Катрайт и Хиттл (1976) Вайнтрауб (1962) Лейбенштейн, 1975 , Грегори и Кемпбелл (1976), Молдин и др. (1978), Хиир (1966), Керк (1971), Грегори и др.(1971), Тсул и Боуг (1978), Хом (1975), Мюллер (1972), и Арнольд и др. (1975), Колдвелл (1976,1977) и другие.
Некоторые из них обнаруживают лаг (задержку) между введением пенсий и началом снижения рождаемости, некоторые нет.
Из 2 тогда господствующих гипотез — Гипотеза «цены детей» и Гипотеза «роли детей» (через разрушение семьи) — Барбара скорее выбирает вторую
Также не исследованы (тогда) были пороговые значения охвата пенсий для начала их влияния на рождаемость — это дело будущих исследований.
Также Барбара отмечает, что все это делается для исполнения Целей, поставленных Конференцией в Бухаресте 1974 — обуздания роста населения в мире.
По мнению Алессандро Чиньо обеспечение старости является побудительным мотивом для заведения детей и доминирующим фактором увеличения рождаемости. Также Александр Чиньо и Мартин Вердинг считают вполне доказанным, что охват населения пенсионной системой уменьшает рождаемость, хотя и увеличивает сбережения домохозяйств. По их мнению государственная система пенсионного обеспечения препятствует инвестициям родителей в человеческий капитал детей. Рассматривая быстрое старение населения и дисбаланс между числом получающих пенсию и платящих пенсионные взносы как причину дефицита пенсионного фонда и снижения доходов пенсионеров, Алессандро Чиньо предлагает платить пенсию родителям напрямую из пенсионных взносов их детей.
По мнению Аллана Карлсона, введение пенсий уничтожило экономическое значение детей как инвестиции в собственную старость, а при отсутствии экономической выгоды люди стали сознательно заводить как можно меньшее число детей для минимизации расходов.
В 2017 году Роберт Фенге и Беатрис Шойбель опубликовали статью Pensions and fertility: back to the roots, где изучили зависимость между развитием государственной системы пенсионного обеспечения, а точнее динамики доли участвующих в программах пенсионного страхования людей и динамики рождаемости, на примере Германской империи конца XIX и начала XX века. В многофакторном анализе помимо пенсий были учтены те факторы, которые ученые обычно называют причиной первого демографического перехода. Вместе с пенсиями было проанализировано влияние таких факторов, как грамотность и урбанизация. По мнению Роберта Фенге и Беатрис Шойбель, введение пенсий в Германии на рубеже XIX и XX веков объясняет до 15 % снижения рождаемости в 1895—1907 годах.
Хендрик Ван ден Берг в своей работе 2017 года «Экономический рост и развитие» данный автор отмечает, что более высокий доход родителей снижает выгоды и потребность в детях, тем более что во всех развитых странах есть пенсионное обеспечение,
при этом он также ссылается на авторитет Лейбенстайна и его слова, что дети приносят не только радость общения, но также и доход в старости.
Доходы рантье, в том числе и от пенсионного обеспечения, ослабляют отношения между поколениями (родителями и детьми), и «финансиализируют» эти отношения, пенсионные фонды становятся посредниками между родителями и детьми. ну, и также они снижают риски, распределяя общие вклады поколения детей между получателями пенсий (поколением родителей).
Мотревич В.П в своей книге «Историческая демография», 2020 года отмечает, что наличие детей в т. н. традиционном аграрном обществе было гарантией обеспеченной старости, в то время как пенсии эту мотивацию лишают смысла. Книга предназначена для обучения студентов.

## Всемирная конференция по народонаселению в Бухаресте
С 19 по 30 августа 1974 года в Бухаресте прошла конференция ООН, посвященная уменьшению численности мирового населения. Участвовало более 1,4 тыс. делегатов из 136 стран (на тот момент в ООН было 138 стран, планирование семьи уже продвигается в 59 странах). Инициатор: США и ООН.
План конференции был написан заранее, в основном его разработала американская сторона; план изначально содержал количественные целевые индикаторы по УСР (Управляемое сокращение населения) для отдельных стран, но в результате протестов их пришлось удалить. Это был первый официальный международный документ в области демографии и сокращении рождаемости.
Конференция знаменательна тем, что впервые в истории поставила перед народами цель «обуздания роста численности населения». А также выработала конкретные способы достижения этой цели. В их числе и введение пособий и пенсий.

«Признавая разнообразие социальных, культурных, политических и экономических условий, все согласны, что нижеуказанные цели в области развития приведут к умеренному уровню рождаемости: снижение младенческой и детской смертности, всестороннее вовлечение женщин в процесс развития (образование, экономика, политика), поощрение социальной справедливости, доступность образования, искоренение детского труда и жестокого обращения с детьми, введение социального обеспечения и пенсий по старости, установление минимального возраста вступления в брак.»[страница?]

К этому времени демографическая политика и программы «планирования семьи» (ППС) были с успехом применены в азиатских странах, в частности в Индии, Японии, Пакистане и Шри-Ланке. На 1974 год ППС работали в 39 государствах, в которых проживало около 80 % населения «развивающегося мира».

## Критика
Эту теорию критиковали на основании того, что для большинства развивающихся стран капитал, вложенный в детей, превышает капитал, полученный от них в старости, а для максимизации полезности от детей нужны темпы прироста населения намного меньшие, чем наблюдаются в развивающихся странах (однако некоторые расчеты показывают, что для развивающихся стран полученный от детей капитал может равняться или превышать вложения в них при условии, что рождаются или выживают преимущественно дети мужского пола). Кроме того, обоснованность этой теории оказывается в сильной зависимости от параметров полезности полученного от капитала детей и стоимости вложенного в детей капитала, по которым производится расчёт вложений.

### На английском языке
- The long-term determinants of marital fertility in the developed world (19th and 20th centuries): The role of welfare policies Jesús J. Sánchez-Barricarte Архивная копия от 10 июня 2017 на Wayback Machine
- EDUCATION, PENSION PROGRAMS, AND FERTILITY: A CROSS-NATIONAL INVESTIGATION, WITH SPECIAL REFERENCE TO THE POTENTIAL HELD BY EDUCATION AND PENSION PROGRAMS AS FERTILITY REDUCTION POLICIES Архивная копия от 17 октября 2019 на Wayback Machine
- Entwisle, Barbara (M.A.: Sociology, 1978) Title: The effect of pension programs on fertility : a replicative study Advisor: Kobrin, Frances E. Архивная копия от 13 января 2019 на Wayback Machine
- Barbara Entwisle, Albert I. Hermalin, William M. Mason Socioeconomic Determinants of Fertility Behavior in Developing Nations: Theory and Initial Results Архивная копия от 13 января 2019 на Wayback Machine
- The Effect of Old-Age Pensions on Fertility: Evidence from a Natural Experiment in Brazil Архивная копия от 9 июня 2020 на Wayback Machine
- The impact of pension systems on fertility rate: a lesson for developing countries Архивная копия от 9 июня 2020 на Wayback Machine
- Influence of women’s workforce participation and pensions on total fertility rate: a theoretical and econometric study Архивная копия от 5 февраля 2021 на Wayback Machine
- Pension, Fertility, and Education Архивная копия от 2 сентября 2021 на Wayback Machine
- Fertility and Pension Programs in LDCs: A Model of Mutual Reinforcement Архивная копия от 31 января 2021 на Wayback Machine
- Fertility and education investment incentive with a pay-as-you-go pension Архивная копия от 30 января 2021 на Wayback Machine
- The effects of child-related benefits and pensions on fertility by birth order: a test on Hungarian data Архивная копия от 2 февраля 2021 на Wayback Machine
- Pensions with endogenous and stochastic fertility Архивная копия от 22 января 2021 на Wayback Machine

### На русском языке
- РИСИ. Чтобы спасти пенсионную систему, размер пенсии нужно «привязать» к числу рожденных детей. Евгений Чернышев Архивная копия от 22 июня 2019 на Wayback Machine
- Будущее человечества: вымирание людей или пенсия от детей? Архивная копия от 8 августа 2019 на Wayback Machine
- Отечественные записки 2003, 3. Роковой выбор. Юрий Кузнецов Архивная копия от 22 июня 2019 на Wayback Machine
- демографический журнал «Аист на крыше». Старые пенсии по-новому. Валерий Акпаров Архивная копия от 22 июня 2019 на Wayback Machine